# 정왕천
정왕천(正往川)은 경기도 시흥시 정왕동의 소하천이다. 이름은 정왕동의 '정왕'에서 유래하였다.

## 복원 사업
2017년부터 총 63억 원을 투입하여 옥구천·군자천과 함께 수질 오염을 개선하고 생태 하천으로 복원하는 사업이 본격 추진되었다. 하천변에는 산책로가 조성되어 있다.

## 같이 보기
- 옥구천
- 군자천